# 萨钦
萨钦（Sachin INA），是印度古吉拉特邦Surat县的一个城镇。总人口3293（2001年）。

## 人口
该地2001年总人口3293人，其中男性2818人，女性475人；0—6岁人口196人，其中男104人，女92人；识字率78.65%，其中男性为84.24%，女性为45.47%。